# Allium kokanicum
Allium kokanicum — вид рослин з родини амарилісових (Amaryllidaceae); поширений від Середньої Азії до Гімалаїв Пакистану.

## Опис
Цибулини довгасто-циліндричні, до 3 см завдовжки. Стеблина низька, 4–5 см заввишки, прямий, тонкий, циліндричний, гладкий. Листки щетинисто-шилоподібні, майже рівні за довжиною стеблині, на краях дрібно-зубчасто-війчасті, голі. Зонтик малоквітковий, без цибулинок. Листочки оцвітини овально-ланцетоподібні, коротко загострені, 4 мм завдовжки, рожеві з пурпурною жилкою.

## Поширення
Поширення: Афганістан, Казахстан, Киргизстан, Пакистан, Таджикистан, Узбекистан, Сіньцзян.